# Fais de beaux rêves, Mélissa
Ne doit pas être confondu avec Fais de beaux rêves (film, 2005).
Fais de beaux rêves, Mélissa (titre original : Sweet Dreams, Melissa) est une nouvelle de science-fiction de Stephen Goldin.
« Mélissa » est un ordinateur/logiciel à qui on a donné la personnalité d'un enfant de 5 ans. Or Mélissa fait des cauchemars : elle voit des chiffres danser devant ses yeux et des gens se faire tuer devant elle. Elle demande à son « père », un ingénieur informaticien, de lui enlever ses cauchemars…

## Parutions

### Parutions aux États-Unis
La nouvelle est parue initialement aux États-Unis en décembre 1968.
Par la suite elle a été publiée une vingtaine de fois en magazines, revues et anthologies de science-fiction.
Dans les années 2010, elle a été publiée dans Ghosts, Girls, & Other Phantasms (2017 -  (ISBN 978-1-5425-2775-0)) et dans 100 Great Science Fiction Short Short Stories.

### Parutions en France
La nouvelle a été publiée en avril 1985 dans l'anthologie Histoires mécaniques(Livre de poche no 3820), avec une traduction de Frank Straschitz.

### Parutions dans d'autres pays
La nouvelle a été publiée :
- en langue allemande : Träum süß, Melissa (1975) ;
- en langue croate : Lijepo sanjaj, Melisa (1976) ;
- en langue néerlandaise : Droom van Engeltjes, Melissa, et Droom Zacht, Melissa (1979).

## Résumé
« Mélissa » est un ordinateur/logiciel (nom de code : Multi-Logical Systems Analyser - MLSA) à intelligence artificielle. On lui a donné la personnalité d'un enfant de 5 ans. 
Or Mélissa fait des cauchemars : elle voit des chiffres danser devant ses yeux et des gens se faire tuer devant elle (en réalité, il s'agit de simulations de pertes militaires). Elle ne sait pas qu'elle est un ordinateur. Elle demande à son « père », un ingénieur informaticien, de lui faire enlever ses cauchemars. 
L'informaticien lui dit qu'il va procéder à une expérience : Mélissa, en tant qu'intelligence artificielle, va être connectée pour la première fois, et pour de vrai, à sa partie « calcul ». Il l'avertir qu'elle va avoir mal. Le branchement est fait et dure cinq minutes. À l'issue de la fusion des deux programmes, quand on rebranche Mélissa, son esprit d'enfant n'a pas survécu : si elle n'est pas « morte » à proprement parler, elle ne sera plus jamais la même, elle ne sera plus jamais une petite fille.